# Tetrataenia surinama
Tetrataenia surinama is een rechtvleugelig insect uit de familie van de veldsprinkhanen (Acrididae). De wetenschappelijke naam is gepubliceerd in 1764 door Linnaeus.